# مریض، در حال مرگ… و مرده!
مریض، در حال مرگ… و مرده! (انگلیسی: The Sick, the Dying... and the Dead!) شانزدهمین آلبوم استودیویی گروه ترش متال آمریکایی مگادث است که در ۲ سپتامبر ۲۰۲۲ به‌وسیلهٔ لیبل تریدکرفت (متعلق به خواننده اصلی گروه دیو ماستین) از طریق یونیورسال منتشر شد. این نخستین آلبوم مگادث است که درامر دیرک وربیورن در آن حضور دارد، و آخرین آلبوم گروه با حضور گیتاریست کیکو لوریرو است. تهیه‌کنندگی این آلبوم بر عهدهٔ ماستین و کریس راکسترو بود.
کار بر روی مریض، در حال مرگ… و مرده! در سال ۲۰۱۹ آغاز شد، اما در همان سال ماستین به سرطان گلو مبتلا شد و دنیاگیری کووید-۱۹ در سال ۲۰۲۰ رخ داد و تکمیل آلبوم با تاخیرهای چندباره روبه‌رو شد. در سال ۲۰۲۱، دیوید الفسن، نوازنده دیرینهٔ بیس گروه، به دلیل اتهامات در خصوص سوء رفتار جنسی از گروه اخراج شد. قطعات بیس او از آلبوم حذف شد و بیس آلبوم با حضور استیو دی جورجیو، نوازنده بیس تستمنت، دوباره ضبط شد. در نهایت جیمز لومنزو، نوازنده بیس سابق، پس از اتمام کار بر روی آلبوم دوباره به گروه پیوست.
مریض، در حال مرگ… و مرده! به‌طور کلی نقدهای مثبتی دریافت کرد و منتقدان گفتند که این آلبوم مسیری را که آلبوم قبلی یعنی ویران‌شهر تعیین کرده بود را ادامه داد. این آلبوم با فروش ۴۸٫۰۰۰ واحد در رتبه سوم بیلبورد ۲۰۰ ایالات متحده قرار گرفت. همچنین آلبوم در جداول فروش جهانی به جایگاه نخست فنلاند، جایگاه دوم استرالیا، لهستان، سوئیس و اسکاتلند و جایگاه سوم بریتانیا رسید. این آلبوم از سوی خوانندگان گیتار ورلد به عنوان چهارمین آلبوم گیتاری برتر سال ۲۰۲۲ رتبه‌بندی شد. تک‌آهنگ آغازین آلبوم، «برمی‌گردیم» نامزد بهترین اجرای متال در شصت و پنجمین جوایز سالانه گرمی شد.